# Карлик Нос (мультфильм)
«Ка́рлик Нос» — российский полнометражный анимационный фильм студии анимационного кино «Мельница» и кинокомпании «СТВ». Самый первый полнометражный мультфильм этих студий и комбинация сказок Вильгельма Гауфа «Карлик Нос» (1826) и «Маленький Мук» (1825). Первая из них входит в альманах «Александрийский шейх и его невольники», а последняя — в альманах «Караван».
Фильм вышел на экраны 20 марта 2003 года. После «Закона об информации» фильм получил оценку 6+.

## Сюжет
Для того, чтобы стать властительницей мира, злой колдунье нужен ребёнок с очень добрым сердцем. Для этого она обманом заманивает к себе Якоба — сына сапожника Хайнца и зеленщицы Ганны. Когда Якоб отказывается помочь ей в выполнении замысла, колдунья превращает его в уродливого горбатого карлика с длинным носом. За время его пребывания в замке ведьмы проходит семь лет (хотя Якоб этого не заметил и для него прошло всего лишь несколько минут). Якоб находит туфли-скороходы и сбегает из замка, а колдунья следит за ним. Она убеждена, что Якоб всё равно не выдержит всех испытаний, вернётся и поможет ей.
За семь лет Хайнц умер от горя, а Ганна, увидев карлика, не узнаёт своего любимого сына. Горожане крайне недовольны появлением незнакомца, и хотят прогнать его. Лишь один из людей показывает ему отражение в зеркале, и Якоб, увидев себя, в конце концов сбегает прочь. Главный герой в отчаянии, но всё-таки он спасает жизнь гусыне. Оказывается, что это не просто гусыня, а похищенная и заколдованная принцесса Грета. Ещё маленькой девочкой она случайно увидела колдунью в библиотеке своего отца, когда та пыталась узнать тайну волшебной книги. Якоб и Грета полюбили друг друга. Вместе им предстоит пройти через многие испытания и приключения, чтобы остановить колдунью и не ползволить ей получить власть над миром.

## Роли озвучивали
| Актёр              | Роль |
| ------------------ | --- |
| Альберт Асадуллин  | Якоб-карлик / взрослый Якоб |
| Евгения Игумнова   | Грета |
| Елена Шульман      | Якоб в детстве / торговка капустой |
| Наталья Данилова   | колдунья |
| Игорь Шибанов      | Урбан (племянник колдуньи) |
| Иван Краско        | король |
| Виктор Сухоруков   | суеверный стражник во дворце |
| Анатолий Петров    | Хайнц (отец Якоба) / глашатай / толстый городской стражник / худой городской стражник / кузнец / покупатель / помощник гончара / слуга короля / начальник стражи / прохожий |
| Алексей Гурьев     | Блюм (главный королевский скороход) / гончар / мясник / крестьянин, везший сено с ослом                                                                                     |
| Елена Соловьёва    | Фрида Блюм (жена Блюма) / фрейлины |
| Татьяна Иванова    | Ганна (мать Якоба) |
| Константин Бронзит | обер-гофмейстер / старуха |
| Михаил Черняк      | 1-й стражник у входа во дворец |
| Александр Боярский | 2-й стражник у входа во дворец / дежурный скороход / Блюм (одна фраза) |

## Съёмочная группа
| Продюсеры                                  | Сергей Сельянов, Александр Боярский                                                                                           |
| Автор сценария                             | Александр Боярский |
| Режиссёр                                   | Илья Максимов |
| Художник-постановщик                       | Александра Аверьянова |
| Композитор                                 | Валентин Васенков |
| Звукорежиссёр                              | Владимир Голоунин |
| Разработка сценария                        | Наталья Чепик |
| Режиссёры эпизодов                         | Денис Чернов, Михаил Мещанинов                                                                                                |
| Компьютерная графика, спецэффектов, монтаж | Олег Беляев, Марина Егорова, Станислав Загнаев, Юрий Ильин, Роман Смородин                                                    |
| Руководитель группы лэй-аутов              | Марина Михеева |
| Художники лэй-аутов                        | Светлана Варфоломеева, Светлана Мардаголимова, Олег Пожидаев, Роман Соколов, Мария Клочко, Артур Харькович, Наталья Яковлева  |
| Ведущие аниматоры                          | Михаил Мещанинов, Ольга Образцова, Владимир Торопчин                                                                          |
| Художники-аниматоры                        | Михаил Агалаков, Юлия Байгулова, Анна Борисова, Антон Рудин, Сергей Мальцев, Илья Соловьёв, Людмила Стеблянко, Сергей Миронов |
| Текст песен                                | Лариса Гриценко, Сергей Глотов                                                                                                |
| Исполнители песен                          | Альберт Асадуллин, Анастасия Полева                                                                                           |
| Координатор                                | Майкл Меннис |
| Начальник производства                     | Татьяна Глезина |
| Директор картины                           | Елена Дмитриева |
| Исполнительный продюсер                    | Сергей Глезин |
| Художественный руководитель                | Константин Бронзит |

## Премьера
- Россия,  Латвия — 20 марта 2003 года
- Украина — 29 марта 2003 года
- Беларусь — 3 апреля 2003 года
- Албания — 9 апреля 2003 года
- Норвегия — 14 апреля 2003 года
- Кыргызстан — 21 апреля 2003 года

## Отличия от оригинала
Сюжет в основном соответствует сюжету сказки «Карлик Нос», но все же имеет значительные отличия от произведения:
- В оригинальной сказке колдунья имела имя Травозна́я и занималась лишь мелким вредительством; в мультфильме колдунья пыталась пробудить гигантского каменного голема по имени Дагал и с его помощью захватить королевство, а её имя ни разу не упоминалось.
- В оригинале Якоб был жестоким и непослушным мальчиком; в мультфильме он, напротив, имел кроткий и бескорыстный нрав.
- В сказке Якоб семь лет служил колдунье, однако воспринимал всё происходящее как сон. В мультфильме он просто перенёсся на семь лет вперёд вместе с замком колдуньи.
- Из сказки «Маленький Мук» позаимствован эпизод с волшебными туфлями, благодаря которым герой нанялся на курьерскую службу к местному правителю, тогда как в «Карлике Носе» за семь лет, проведённых в замке ведьмы, он научился готовить и поступил на герцогскую кухню младшим гоф-поваром.
- В оригинале мать Якоба была простой торговкой овощами, а знанию различных трав Якоб научился от колдуньи. В мультфильме мать Якоба также являлась опытной травницей, от которой он и получил знания о травах.
- В мультфильме Урбан показан розовым гоблином, который служит злой колдунье. Однако в оригинале это обычный человек, брадобрей по профессии.
- В фильме упоминалось, что после исчезновения Якоба семь лет назад его отец умер, но в оригинале он ещё жив.
- В оригинале девушку, превращённую в гусыню, звали Мими. Она была дочерью могущественного волшебника Веттербока (врага колдуньи Травознаи), который в конце расколдовал её. В фильме она являлась дочерью короля, и её звали Грета.

## Издание
- В августе 2003 года мультфильм издавался концерном «Союз» на VHS, а в 2006 году он уже издавался на DVD. В 2010 году дистрибьютором была компания «Мистерия звука», а позже мультфильм стал входить в сборники других мультфильмов.

## Награды и премии
- Гран-при на Международном фестивале фильмов для детей в Санкт-Петербурге (2003)[2]
- Гран-при детского жюри на I Международном фестивале детского аудиовизуального творчества «Надежда» (Санкт-Петербург, 2003)[2]
- Гран-при на Международном фестивале анимационного кино «Анимаёвка» (Беларусь, Могилёв, 2003)[2]
- Приз зрительских симпатий на фестивале детских фильмов в Гамбурге, (Германия, 2003)[2]
- Приз зрительских симпатий на Международном фестивале фильмов для детей и юношества в Буэнос-Айресе (Аргентина, 2003)[2]
- Приз детского жюри конкурса «Киномалышок» — За лучшую детскую роль — Карлику Носу, главному герою одноимённого фильма, законным отцом которого является режиссёр и художник-аниматор Илья Максимов, Россия, 2003[3]
- Приз зрительских симпатий на Международном фестивале детского кино в Кристиансанде (Норвегия, 2004)[4]
- Вторая премия детского жюри[5] в категории «Анимационный фильм» на Чикагском международном фестивале детского кино (2004)[6]

## Компьютерная игра
По мотивам мультфильма, в октябре 2003 года, вышла одноимённая игра в жанре квест.